# S. J. Perelman

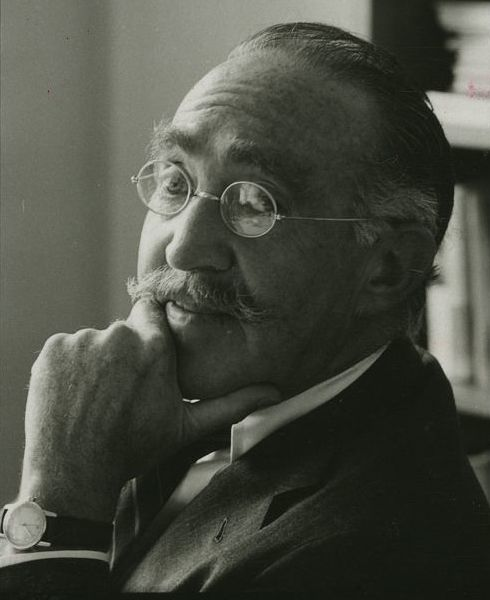
S. J. Perelman (1966)

Sidney Joseph Perelman (Geburtsname: Simeon Joseph Perelman; * 1. Februar 1904 in Brooklyn; † 17. Oktober 1979 in New York City) war ein US-amerikanischer Humorist, Schriftsteller und Drehbuchautor, der für das Drehbuch zum Film In 80 Tagen um die Welt (1956) einen Oscar für das beste adaptierte Drehbuch, den New York Film Critics Circle Award (NYFCC Award) für das beste Drehbuch und den Preis der Writers Guild of America (WGA Award) für die beste US-amerikanische Komödie gewann.

## Leben
Nach dem Schulbesuch studierte Perelman an der Brown University in Rhode Island und wurde nach Abschluss des Studiums 1925 Mitarbeiter verschiedener Zeitschriften. 1929 veröffentlichte er mit Dawn Ginsbergh’s Revenge sein erstes Buch, mit dem er landesweiten Erfolg hatte. Im gleichen Jahr heiratete er die Autorin Laura Weinstein, eine Schwester des Schriftstellers Nathanael West, und war mit ihr bis zu deren Tod am 10. April 1970 verheiratet.
Zwei Jahre später ging er nach Hollywood und begann, Drehbücher und Vorlagen für die dortige Filmwirtschaft zu verfassen, wie zum Beispiel für die Marx Brothers. Im Laufe seiner Karriere schuf er die Vorlagen für 17 Filme und Fernsehserien. Seine Veröffentlichungen wurden nach 1931 oftmals zuerst in der Zeitschrift The New Yorker vorab veröffentlicht und trugen somit zu seiner Bekanntheit bei. Zusammen mit Ogden Nash und dem Komponisten Kurt Weill schuf er das Musical One Touch of Venus, das am 7. Oktober 1943 am Imperial Theater uraufgeführt wurde.
Seine Bücher zeichnen sich durch ihre sprachliche Gewandtheit sowie Spitzfindigkeit aus. Zu seinen bekanntesten Werke zählen Crazy Like a Fox (1944), Westward Ha! or, Around the World in 80 Clichés (1948), The Swiss Family Perelman (1950) sowie The Road to Miltown, or, Under the Spreading Atrophy (1957).
Seinen größten Erfolg als Drehbuchautor hatte er mit dem Drehbuch zu dem Film In 80 Tagen um die Welt (1956) nach dem Roman Reise um die Erde in 80 Tagen von Jules Verne, den die Regisseure Michael Anderson und John Farrow mit David Niven, Cantinflas und Shirley MacLaine in den Hauptrollen inszenierten. Hierfür gewann er mit James Poe und Regisseur Farrow 1957 den Oscar für das beste adaptierte Drehbuch und den WGA Award für die beste US-amerikanische Komödie sowie zusätzlich allein den NYFCC Award für das beste Drehbuch. 1958 wurde er in die American Academy of Arts and Letters gewählt.
Eine erste Sammlung seiner besten Geschichten erschien 1958 unter dem Titel The Most of S. J. Perelman.

## Filmografie (Auswahl)
- 1931: Die Marx Brothers auf See
- 1932: Blühender Blödsinn
- 1942: Die fröhliche Gauner GmbH (Larceny, Inc.)
- 1956: In 80 Tagen um die Welt

## Auszeichnungen
- 1957: Oscar für das beste adaptierte Drehbuch
- 1957: WGA Award für die beste US-amerikanische Komödie
- 1957: NYFCC Award für das beste Drehbuch